# Klaus-Peter Lieb
Klaus-Peter Lieb (* 26. Juni 1939 in Schopfheim; † 10. Oktober 2013 in Göttingen) war ein deutscher experimenteller Kernphysiker und Hochschullehrer an der Georg-August-Universität Göttingen.
Lieb war der Sohn eines Lehrers für Mathematik und Physik am Gymnasium in Schopfheim (heute Theodor-Heuss-Gymnasium Schopfheim), an dem Lieb 1958 sein Abitur ablegte. Er begann sein Studium in Basel und ging 1959 an die Albert-Ludwigs-Universität Freiburg, an der er 1966 bei Theodor Schmidt promoviert wurde (Dissertation: Lebensdauer-Messungen von Zuständen in den Kernen N14, N15 und Ne22). Danach war er Assistent in Freiburg, ging als Fulbright-Stipendiat an die University of Texas at Austin und nahm eine Dozentenstelle an der nationalen Universität Kolumbiens in Bogota an, wo er ein Labor für Kernphysik einrichtete. 1973 habilitierte er sich an der Universität zu Köln und wurde dort wissenschaftlicher Rat und Professor. 1979 wurde er als Nachfolger von Hans Kopfermann und Arnold Flammersfeld Direktor des 2. Physikalischen Instituts der Universität Göttingen.
Er war mehrfach im Auftrag des Goethe-Instituts in Südamerika.
Er befasste sich mit Kernspektroskopie leichter und mittelschwerer Kerne (Hyperfeinstrukturbestimmung) und Kernreaktionen sowie nuklearer Festkörperphysik, wobei er besonders Mößbauerspektroskopie und PAC-Spektroskopie einsetzte. Damit untersuchte er insbesondere die Physik der Fehlstellen in Festkörpern.
Von ihm stammen über 600 wissenschaftliche Veröffentlichungen.
2003 übernahm er die Leitung der Herausgabe der naturwissenschaftliche Schriften von Georg Christoph Lichtenberg.
Er war Ehrendoktor der Universität Helsinki und Mitglied der Göttinger Akademie der Wissenschaften.

## Schriften (Auswahl)
- Atomkerne, in: Bergmann-Schaefer Lehrbuch der Experimentalphysik, De Gruyter, Band 4, De Gruyter 2003